# Frammento di pluteo con testa di agnello

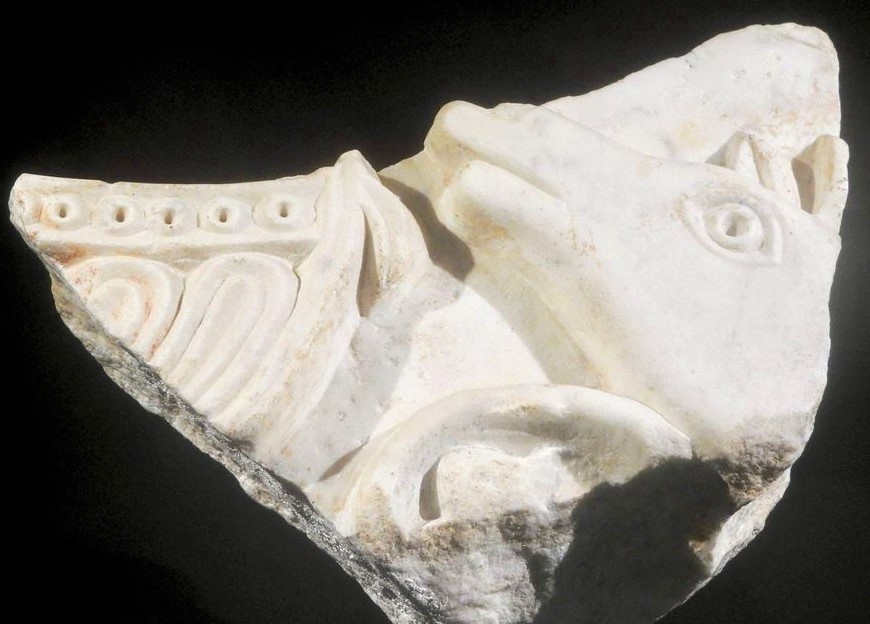
Il frammento di pluteo

Il frammento di pluteo con testa d'agnello fu rinvenuto nel 1888 all’interno della cascina Castellaro di Corteolona, che sorge nella area in cui si trovava il palazzo Reale, e fu donato, insieme ad altri reperti, ai musei Civici di Pavia nel 1912. Il palazzo era dotato di una chiesa (ancor oggi esistente, seppur ricostruita nel Quattrocento) e di un monastero dedicati a Sant’Anastasio e fu ornato con marmi e colonne che il re Liutprando fece giungere da Roma. Il pezzo era parte di uno dei plutei dell’arredo liturgico dell’VIII secolo della chiesa del palazzo.

## Descrizione
Il bassorilievo in marmo (misure massime 18 x 11 x 5,3 cm) raffigura la testa di un agnello nell’atto di protendersi verso un kantharos, ornato da una fascia di perline, per abbeverarsi. Probabilmente, originariamente il kantharos era il centro della raffigurazione e sull’altro lato del vaso doveva esserci, secondo un modello diffuso in ambiente cristiano fin dal V secolo, un altro agnello, sempre intento ad abbeverarsi alla fonte della vita. Il pezzo si caratterizza rispetto a gran parte dei bassorilievi coevi per l’alta qualità: la sporgenza dei rilievi è molto profonda, le superfici sono ben levigate (anche nel retro) tramite lime e abrasivi, tanto che non si scorgono segni di scalpelli, caratteristiche diffuse nella scultura tardo romana ma molto rare nella produzione dell'VIII secolo. Tali elementi pongono il bassorilievo tra i migliori esempi della “rinascenza liutprandea”. La qualità del frammento di Corteolona è superiore a quella dei famosi plutei dal monastero di Santa Maria Teodote e presenta analogie con la lastra con pavone del monastero di San Salvatore di Brescia, tuttavia, la raffinatezza e le tecniche con cui il bassorilievo fu eseguito a lungo hanno diviso gli studiosi sull’origine del pezzo, per alcuni parte dei marmi commissionati da Liutprando a Roma, mentre per altri (ipotesi oggi ritenuta più veritiera) opera di un anonimo artista operante presso la corte di Pavia.